# Pont-canal de Jouarres
Le pont-canal de Jouarres ou aqueduc de l'étang de Jouarres est l'un des nombreux ponts de ce type du Canal du Midi situé sur la commune d'Azille dans le département de l'Aude.

## Historique
Avec le pont-canal de l'Aiguille et le pont-canal du Répudre, c'est l'un des trois ponts-canaux originaux construits par l'ingénieur Pierre-Paul Riquet durant la construction du canal de 1667 à 1681. C'est une construction assez modeste. Ce pont-canal est conçu par Vauban

## Protection
L'aqueduc est inscrit au titre des monuments historiques depuis 1997.